# Puszcza Niepołomice
El Puszcza Niepołomice es un club de fútbol de la ciudad de Niepołomice, en Polonia, fundado en 1923. Actualmente milita en la I Liga, la segunda categoría del fútbol polaco. También cuenta con una sección de fútbol femenino.

## Historia

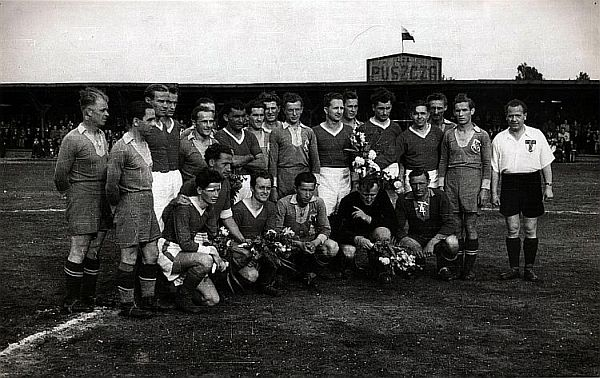
El Puszcza Niepołomice en 1946.

El equipo fue fundado en el año 1923 en la ciudad de Niepolomice, una pequeña localidad del voivodato de Pequeña Polonia, bajo el nombre de KS Niepołomianka, por iniciativa del entonces alcalde Andrzej Wimer. Ese mismo año, la comunidad judía local estableció un segundo club en la ciudad: el KS Puszcza. Ambos equipos llegaron a disputar oficialmente un único partido entre sí, en el verano de 1923: el KS Puszcza venció con un abultado resultado de 6-1.
El KS Niepołomianka adoptó el color blanco como color principal del uniforme y el azul como complementario en la Nochevieja de 1923. Tres años más tarde, en la primavera de 1926, el KS Puszcza deja de existir y se fusiona con el Niepołomianka para crear un nuevo equipo, el AKS Niepołomice, que operó hasta 1930. En ese año fue renombrado a KS Strzelec Niepołomice tras haber establecido una estrecha cooperación con la Asociación de Fusileros local. El club se unió oficialmente a la Asociación Polaca de Fútbol y comenzó a participar en el campeonato de clase "C" (Klasa C), tercer nivel del fútbol polaco. Durante el período de entreguerras, el Niepołomice estuvo cerca de ascender a la clase "B", pero sin éxito.
Finalizada la Segunda Guerra Mundial, Niepołomice quedó liberada de la ocupación alemana y tanto la ciudad como el club fueron reconstruidos. El 9 de mayo de 1948, el teniente de alcalde Witold Ekiert fue nombrado nuevo presidente del LZS Puszcza Niepołomice, nombre con el que fue conocido el equipo hasta mediados de la década de 1990. También se cambiaron los colores tradicionales del blanco y el azul al amarillo y el verde, y se construyó el estadio actual.
En el año 2000, el equipo pasó a estar bajo el patrocinio del ayuntamiento de Niepołomice y modificó nuevamente su nombre para ser conocido como MKS Puszcza Niepołomice, nombre que utiliza hasta la actualidad. El club pasó de jugar en las categorías semi-profesionales a ascender a la II Liga de Polonia, la tercera división nacional, en la temporada 2010/11. Dos años más tarde, el equipo logró un histórico ascenso a la I Liga de Polonia, segunda categoría del sistema de ligas del país, que coincidió con el 90 aniversario del club. Su estancia en la categoría de plata duró únicamente una temporada, descendiendo al finalizar la campaña en 16.ª posición de la tabla.
El Puszcza Niepołomice retornó a la I Liga para la temporada 2017/18, después de haber hecho el año anterior su mejor avance en la Copa de Polonia: el equipo superó las dos rondas previas y eliminó al Korona Kielce y al Lechia Gdańsk, antes de caer en cuartos de final ante el Pogoń Szczecin. Repitió la hazaña en la edición de 2018/19 y nuevamente en la 2020/21, donde venció al GKS Jastrzębie y al Lechia antes de caer derrotada frente al Arka Gdynia, club que más tarde se proclamó subcampeón del torneo.
En la temporada 2022/23, coincidiendo con el centenario del club, el Puszcza logró por primera vez ascender a la Ekstraklasa, la primera división del fútbol polaco, después de vencer en la ronda de play-off al Wisła Cracovia (1-4) y en la final al Termalica Bruk-Bet Nieciecza por 2-3.

## Estadio
Hasta la temporada 2022-23, el Puszcza Niepołomice jugaba sus partidos como local en el Estadio Municipal de Niepołomice. Inaugurado en 1954, el recinto deportivo está ubicado en el centro de la ciudad y fue renovado íntegramente en el año 2015, ampliando el aforo de las gradas hasta los 2.118 espectadores. Después de que el Puszcza ascendiera de la I Liga a la Ekstraklasa, el club tuvo que buscar un nuevo estadio homologado por la Asociación Polaca de Fútbol para disputar sus partidos en primera división. El Wisła Cracovia, club de la capital del voivodato de Pequeña Polonia, invitó al Puszcza a jugar sus partidos en el Estadio Henryk Reyman durante su primera temporada en la élite, a pesar de que un sector de la afición se opuso a dicha decisión. Paralelamente, el Puszcza inició en verano de 2023 las reformas para adecuar el estadio de Niepołomice a los estándares de la liga.

## Jugadores

### Jugadores destacados
- Diego Bardanca
- Jakub Bartosz
- Rafał Boguski
- Mateusz Cholewiak
- Erik Čikoš
- Rok Kidrič
- Michał Koj
- Jakub Serafin
- Émile Thiakane
- Tomasz Welna

## Palmarés

### Torneos nacionales
- No ha ganado ninguno hasta el momento